# Heiko Gauert
Heiko Gauert (* 20. April 1949 in Eckernförde) ist ein deutscher Journalist, Autor und Pädagoge. Sein Hauptbetätigungsfeld ist die plattdeutsche Sprache, für die er auch als Sprachpolitiker umfänglich tätig ist.

## Leben
Als Journalist ist Gauert vornehmlich tätig für den Schleswig-Holsteinischen Zeitungsverlag, unter anderem mit der wöchentlichen Kolumne Aktuell op Platt, und den Norddeutschen Rundfunk, z. B. für die Reihe Hör mal ’n beten to. Als Autor hat er unter anderem die niederdeutschen Bücher Amor an de Diek und Sünnschien un Wulken herausgebracht oder die pädagogische Veröffentlichung Kinder, Werbung und Konsum.
Bis 2012 hat er über 350 Vorträge in ganz Norddeutschland, vornehmlich in Schleswig-Holstein gehalten, größtenteils auf und über Plattdeutsch. Darunter waren bis 2012 etwa 300 Auftritte mit seinem Programm Op Plattdüütsch heet dat Moin. In dem in Norddeutschland einmaligen Vortrag berichtet er populärwissenschaftlich über die Geschichte und Bedeutung der niederdeutschen Sprache und gibt zahlreiche nachdenkliche und humorvolle Textbeispiele.
Gauert gehört dem Bundesrat für Niederdeutsch ebenso an wie dem Plattdeutschen Rat des Landes Schleswig-Holstein, dem Beirat Niederdeutsch im Schleswig-Holsteinischen Landtag und dem Ausschuss für Niederdeutsch und Friesisch beim Schleswig-Holsteinischen Heimatbund. Er engagiert sich insbesondere für die Vermittlung niederdeutscher Sprachkompetenz in den staatlichen Bildungseinrichtungen.
Heiko Gauert lebte in Silzen, leitete ab 2003 die Wilhelm-Käber-Gemeinschaftsschule in Hohenlockstedt. Er ging 2014 in Pension. Seitdem lebt Gauert in Damp und leitet als „Baas“ die „Plattdüütsch Gill Eckernför Johann Hinrich Fehrs“.

## Ehrungen
- 2013: Verdienstmedaille des Verdienstordens der Bundesrepublik Deutschland

## Bücher und Schriften
- Sünnschien un Wulken. Verlag Jung, Kiel, 2004, ISBN 3-89882-042-4
- Amor an de Diek und andere Geschichten auf Hochdeutsch un op Plattdüütsch. Fresenborg-Verlag, St. Peter-Ording, 1999, ISBN 3-932359-04-6
- Jugend, Werbung und Konsum: ein Beitrag zur Konsumkompetenz von Jugendlichen. Stiftung Verbraucherinstitut, Berlin, 2000, ISBN 3-923798-87-3. Abgerufen am 20. Oktober 2015.
- Werbung, Jugend und Konsum : handlungsorientierter Unterricht in der Verbraucherbildung. Stiftung Verbraucherinstitut, Berlin, 1996, ISBN 3-923798-57-1